# 몽트뢰
몽트뢰(프랑스어: Montreux)는 스위스 보주에 위치한 도시이다. 알프스산맥 기슭 제네바호에 위치한다. 인구는 약 26,433명이며, 2019년에는 브베-몽트뢰 광역권에는 약 85,000명이 있다.
리비에라라는 지역의 중앙에 위치한 몽트뢰는 온화한 기후로 인해 19세기부터 중요한 관광지였다. 이 지역에는 제네바 호수 기슭 근처에 수많은 벨 에포크 양식의 궁전과 호텔이 있다. 몽트뢰역은 심플론 철도의 정류장이며, 산악 철도 허브이다.

## 역사
최초의 정착지는 보쥐(Baugy)의 청동기 시대 후기 마을이었다. 몽트뢰는 로마의 수도인 아벤티쿰으로 가는 도로와 브장송을 거쳐 갈리아로 가는 도로가 분리된 심플론 고개를 넘어 이탈리아에서 로마 도로의 갈림길에 있는 제네바 호수 북동쪽 해안에 자리 잡고 있다. 이것은 로마 시대에 중요한 정착지가 되었다. 2~4세기 로마 빌라와 6~7세기 묘지가 발견되었다.
12세기에 이 지역에 포도 재배가 도입되어 라보(Lavaux)에서 몽트뢰에 이르는 호수의 햇볕이 잘 드는 경사면이 중요한 와인 재배 지역이 되었다. 몽트뢰는 1215년 Mustruel로 처음 언급되었다. 1295년 시옹의 주교는 몽트뢰 교구를 오롱의 지라르에게 매각했다. 1317년에는 오롱 영주(르 샤틀라르)와 사보이 백작 (레 플랑슈) 사이에 분할되었다. 성령의 형제단은 1309년경부터 몽트뢰에서 영지와 병원을 관리했다.
이 지역은 여러 군주들, 특히 호수 남쪽에서 온 사보이 군주들의 지배를 받았다. 그들은 현재의 보주를 구성하는 영토를 통합했으며, 일반적으로 인기 있는 군주였다.
15세기 부르고뉴 전쟁 이후, 베른의 스위스인들이 저항없이 이 지역을 점령했는데, 이는 사보이 공국의 약점을 나타낸다. 베른의 통치(1536-1798) 하에 시옹 영지(1735년 브베의 영지로 개명)에 속했다.
종교 개혁은 몽트뢰와 브베 주변 지역을 이탈리아의 위그노에게 매력적인 안식처로 만들었다. 이들은 장인의 기술을 가져와 작업장과 사업체를 설립했다.
레이샤페블랑쉬 수도원(Les Echarpes blanches)은 1626년에 설립되었다.
1798년 나폴레옹은 이 지역을 베른으로부터 해방시켰다. 19세기에 관광 산업은 주요 상업 아울렛이 되었으며, 몽트뢰의 웅장한 호텔은 유럽과 미국에서 부유하고 교양 있는 사람들을 끌어들였다.
19세기부터 중앙 권위를 공유하는 3개의 독립적인 지자체가 있었다. 이 카운티 의회는 르 샤텔라르에서 4명, 레플랑시에서 2명, 베이토에서 1명으로 구성되었다. 교회, 라 루베나즈의 시장 홀, 중등학교(건물은 1872년과 1897년에 지었음) 및 도살장(1912년)은 모두 카운티 의회가 소유했다. 각 지자체에는 자체 세금과 시장이 있다. 1962년에 르 샤텔라르와 레플랑시의 지자체가 합병되었지만 베이토는 독립 상태를 유지했다.

## 지리

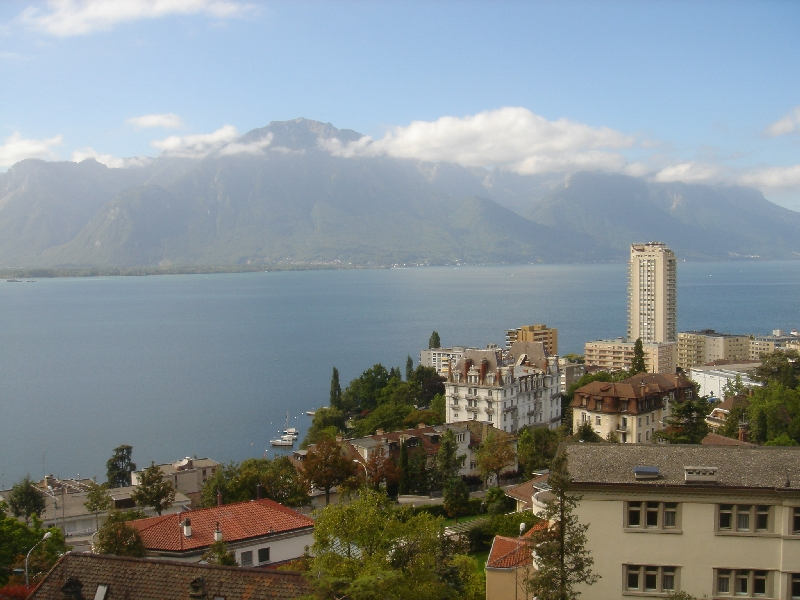
몽트뢰와 제네바 호수

몽트뢰의 면적은 2009년 기준으로 33.41k㎡이다. 이 면적 중 8.34k㎡ (25.0%)가 농업 목적으로 사용되는 반면 16.80k㎡ (50.3%)는 삼림으로 구성되어 있다. 나머지 토지 중 6.68k㎡ (20.0%)가 정착(건물 또는 도로), 0.09k㎡ (0.3%)가 강 또는 호수이며 1.55k㎡ (4.6%)는 비생산적인 토지이다.
건설 면적 중 주택과 건물이 11.8%, 교통 기반 시설이 6.4%를 차지했다. 산림면적은 전체 면적의 46.8%가 삼림이 우거져 있고 2.9%는 과수원이나 작은 나무 군락으로 덮여 있다. 농경지 중 1.5%는 작물 재배에 사용되며 9.9%는 목초지로, 1.2%는 과수원이나 덩굴 작물로, 13.7%는 고산 목초지로 사용된다. 시정촌의 모든 물은 흐르는 물이다.
지자체는 2006년 8월 31일에 해산될 때까지 브베 지구의 일부였으며, 몽트뢰는 새로운 리비에라-빠이-덴호의 일부가 되었다.
시정촌은 제네바 호수에서 스위스 알프스(Rochers-de-Naye)의 산기슭까지 뻗어 있다. 여기에는 몽트뢰-레플랑시(1952년까지 Les Planches)와 몽트뢰-르샤텔라르(1952년까지 Le Châtelard)의 이전 지자체가 포함된다. 1962년 두 개의 이전 시정촌이 합병되면서 형성되었다.

## 인구통계

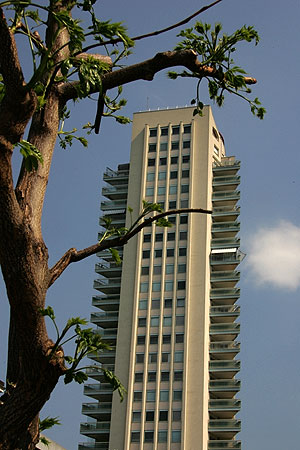
몽트뢰의 고층 건물

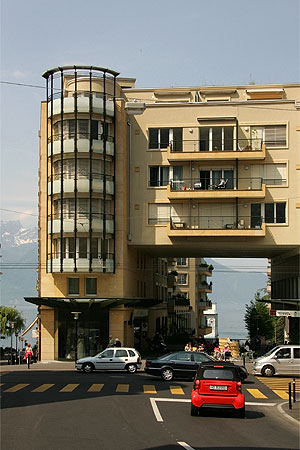
몽트뢰의 아파트 건물

몽트뢰의 인구(2020년 12월 기준)는 26,090명이다. 2008년 기준으로 인구의 44.2%가 거주하는 외국인이다. 지난 10년(1999-2009년) 동안 인구는 14.7%의 비율로 변화했다. 이주로 인해 22.3%의 비율로, 출생 및 사망으로 인해 -0.8%의 비율로 변경되었다.
대부분의 인구(2000년 기준)는 프랑스어 (16,695 또는 74.4%)를 모국어로 사용하며 독일어가 두 번째로 많이 사용(1,398 또는 6.2%)되고 이탈리아어가 세 번째(897 또는 4.0%)로 사용된다. 로만쉬어를 구사하는 사람이 9명 있다.
2009년 현재 몽트뢰의 연령 분포는 다음과 같다. 2,050명(인구의 8.3%)이 0~9세이고 3,021명(12.2%(10~19세))이 있다. 성인 인구 중 4,216명(인구의 17.0%(20~29세))이 있다. 3,016명 또는 12.2%는 30세에서 39세 사이, 3,552명 또는 14.4%는 40세에서 49세 사이, 3,048명 또는 12.3%는 50세에서 59세 사이이다. 고령자 분포는 2,565명 또는 인구의 10.46%가 40세에서 49세 사이이다. 69세는 70~79세가 1,795명(7.3%), 80~89세가 1,206명(4.9%), 90세 이상이 263명(1.1%)이다.
2000년 기준으로 시정촌에 미혼이거나 독신인 사람은 9,380명이다. 기혼자는 9,758명, 미망인은 1,631명, 이혼한 사람은 1,685명이었다.
2000년 기준으로 시정촌의 개인가구는 9,823세대로 가구당 평균 2명이다. 1인 가구는 4198가구, 5인 이상 가구는 402가구였다. 총 10,236가구 중 1인 가구가 41.0%로 부모와 동거하는 성인이 53가구였다. 나머지 가구 중 자녀가 없는 부부는 2,563쌍, 자녀가 있는 부부는 2,245쌍이다. 자녀가 있는 편부모는 605명이었다. 159가구는 혈연관계가 없는 사람들로, 413가구는 일종의 기관이나 집단주택으로 구성되어 있었다.
2000년 기준 단독주택은 총 3,183동 중 1,375호(전체의 43.2%)였다. 다가구주택은 1,024동(32.2%), 주거용으로 주로 사용되는 다목적동은 530동(16.7%), 기타 용도(상업·공업)가 254동(8.0%)이었다.
2000년 기준으로 영구임대된 아파트는 총 9,553세대(전체의 70.7%)였으며, 비수기인 경우는 3,043세대(22.5%), 공실은 916세대(6.8%)였다. 2009년 기준 신규주택 건설률은 인구 1000명당 1.6세대였다.
2003년 현재 몽트뢰의 평균 아파트 임대료는 월 1067.93 스위스 프랑 (CHF)이었다(2003년부터 US$850, £480, €680). 방 1개짜리 아파트의 평균 가격은 567.76 CHF(US$450, £260, €360)였고, 방 2개짜리 아파트는 약 787.77 CHF(US$630, £350, €500), 방 3개짜리 아파트는 약 1014.16 CHF(US$810, £460, €650) 및 6개 이상의 방 아파트 비용은 평균 1817.64 CHF(US$1450, £820, €1160)이다. 몽트뢰의 평균 아파트 가격은 전국 평균 1116CHF의 95.7%였다. 2010년 시정촌 공실률은 0.55%였다.
역사적 인구는 다음 차트에 나와 있다:

## 기후
몽트뢰 기후에 대한 쾨펜의 기후 구분 하위 유형은 서안 해양성 기후(Cfb)이다.
| 몽틀뢰-클라렌스의 기후   | 몽틀뢰-클라렌스의 기후 | 몽틀뢰-클라렌스의 기후 | 몽틀뢰-클라렌스의 기후 | 몽틀뢰-클라렌스의 기후 | 몽틀뢰-클라렌스의 기후 | 몽틀뢰-클라렌스의 기후 | 몽틀뢰-클라렌스의 기후 | 몽틀뢰-클라렌스의 기후 | 몽틀뢰-클라렌스의 기후 | 몽틀뢰-클라렌스의 기후 | 몽틀뢰-클라렌스의 기후 | 몽틀뢰-클라렌스의 기후 | 몽틀뢰-클라렌스의 기후 |
| 월                       | 1월                    | 2월                    | 3월                    | 4월                    | 5월                    | 6월                    | 7월                    | 8월                    | 9월                    | 10월                   | 11월                   | 12월                   | 연간                   |
| ------------------------ | ---------------------- | ---------------------- | ---------------------- | ---------------------- | ---------------------- | ---------------------- | ---------------------- | ---------------------- | ---------------------- | ---------------------- | ---------------------- | ---------------------- | ---------------------- |
| 일평균 최고 기온 °C (°F) | 4.5 (40.1)             | 6.2 (43.2)             | 9.6 (49.3)             | 13.9 (57.0)            | 18.2 (64.8)            | 21.8 (71.2)            | 24.9 (76.8)            | 23.9 (75.0)            | 20.5 (68.9)            | 15.2 (59.4)            | 9.3 (48.7)             | 5.5 (41.9)             | 14.5 (58.1)            |
| 일일 평균 기온 °C (°F)   | 1.5 (34.7)             | 2.8 (37.0)             | 5.4 (41.7)             | 9.1 (48.4)             | 13.3 (55.9)            | 16.7 (62.1)            | 19.3 (66.7)            | 18.6 (65.5)            | 15.5 (59.9)            | 10.9 (51.6)            | 5.8 (42.4)             | 2.4 (36.3)             | 10.1 (50.2)            |
| 일평균 최저 기온 °C (°F) | −0.8 (30.6)            | 0.3 (32.5)             | 2.4 (36.3)             | 5.5 (41.9)             | 9.5 (49.1)             | 12.8 (55.0)            | 15.1 (59.2)            | 14.7 (58.5)            | 12 (54)                | 8 (46)                 | 3.3 (37.9)             | 0 (32)                 | 6.9 (44.4)             |
| 평균 강수량 mm (인치)    | 90 (3.5)               | 86 (3.4)               | 104 (4.1)              | 109 (4.3)              | 119 (4.7)              | 157 (6.2)              | 130 (5.1)              | 158 (6.2)              | 117 (4.6)              | 104 (4.1)              | 114 (4.5)              | 91 (3.6)               | 1,379 (54.3)           |
| 평균 강수일수            | 11.6                   | 10.6                   | 12.4                   | 11.9                   | 13.8                   | 13.1                   | 10.3                   | 12                     | 9.5                    | 8.9                    | 11                     | 11.3                   | 136.4                  |
| 평균 상대 습도 (%)       | 81.8                   | 78.4                   | 73.7                   | 71.6                   | 73                     | 73.3                   | 71.3                   | 74.2                   | 78.9                   | 83.2                   | 82.1                   | 82.5                   | 77                     |
| 출처 1: MeteoSchweiz     |                        |                        |                        |                        |                        |                        |                        |                        |                        |                        |                        |                        |                        |
| 출처 2: Weatherbase      |                        |                        |                        |                        |                        |                        |                        |                        |                        |                        |                        |                        |                        |

## 정치
2007년 연방 선거에서 가장 인기 있는 정당은 22.11%의 득표율을 기록한 SP였다. 다음으로 가장 인기 있는 3개 정당은 SVP (21.97%), FDP (16.06%), 녹색당 (13.49%)이었다. 이번 연방 총선에서는 총 4,473표가 투표되었고, 투표율은 39.7%였다.

## 경제
2010년 기준으로, 몽트뢰의 실업률은 6.9%이다. 2008년 기준으로 1차 경제 부문에 70명이 고용되어 있고 이 부문에 약 27개 기업이 참여하고 있다. 1,165명이 2차 부문에 고용되었고, 이 부문에 174개의 기업이 있었다. 9,290명이 3차 부문에 고용되었으며, 이 부문에는 999개의 기업이 있다. 시정촌 주민은 10,202명으로 일정 정도 고용되었으며, 그중 여성이 전체 노동력의 46.1%를 차지했다.
2008년에 정규직에 상응하는 총 일자리 수는 8,991개였다. 1차 부문의 일자리 수는 55개였으며, 그중 31개는 농업, 17개는 임업 또는 목재 생산, 6개는 어업 또는 어업이었다. 2차산업의 일자리 수는 1,118개로 그중 제조업이 403개(36.0%), 건설업이 708개(63.3%)였다. 3차 부문의 일자리는 7,818개였다. 3차 부문에서; 1,296개(16.6%)는 도소매 또는 자동차 수리업, 439개(5.6%)는 물품 이동 및 보관, 1,311개(16.8%)는 호텔 또는 레스토랑, 70(70개(0.9%)은 정보 산업), 564 또는 7.2%가 보험 또는 금융 산업, 458 또는 5.9%가 기술 전문가 또는 과학자, 943 또는 12.1%가 교육, 1,591 또는 20.4%가 의료 분야였다.
2000년 기준 자치단체로 통근하는 근로자는 4,949명, 출퇴근자는 4,964명이었다. 지자체는 근로자의 순수출 지자체이며, 들어오는 1명당 약 1.0명의 근로자가 지자체를 떠나고 있다. 몽트뢰로 들어오는 노동력의 약 2.3%는 스위스 외부에서 오고, 현지인의 0.0%는 일을 위해 스위스에서 출퇴근한다. 근로 인구의 22.5%가 출퇴근을 위해 대중교통을 이용했고, 50.9%가 자가용을 이용했다.

## 종교

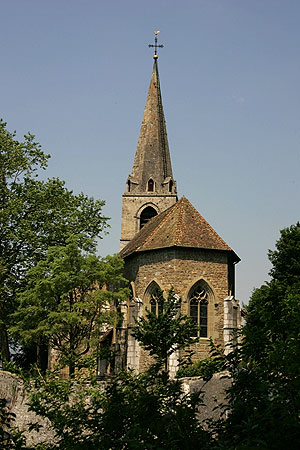
몽트뢰의 성빈센트 교회

2000년 인구 조사에 따르면 8,557명(38.1%)이 로마 가톨릭 신자이고, 6,438명(28.7%)이 스위스 개혁 교회에 속해 있다. 나머지 인구 중 정교회 교인은 745명(인구의 약 3.32%), 천주교 교인은 18명(인구의 약 0.08%), 925명이었다. 다른 기독교 교회에 속한 개인(또는 인구의 약 4.12%). 유대인은 73명(인구의 약 0.33%)이었고 이슬람교는 1,031명(인구의 약 4.59%)이었다. 80명의 불교 신자가 있었다. 힌두교는 171명과 다른 교회에 속한 90명. 2,796명(인구의 약 12.45%)이 교회에 속하지 않고, 불가지론자 또는 무신론자이며, 1,941명(인구의 약 8.64%)이 질문에 대답하지 않았다.

## 교육
몽트뢰에서는 인구의 약 7,464명(33.2%)이 필수가 아닌 고등 교육을 이수했으며, 3,171명(14.1%)이 추가 고등 교육( 대학 또는 응용학문대학)을 마쳤다. 고등 교육을 마친 3,171명 중 39.8%가 스위스 남성, 25.3%가 스위스 여성, 19.8%가 비 스위스 남성, 15.1%가 비 스위스 여성이었다.
2009/2010 학년도에 몽트뢰 학군에는 총 2,106명의 학생이 있었다. 보주 주립학교 시스템에서는 정치 구역에서 2년간의 의무가 아닌 유아원을 제공한다. 학년도 동안 정치 지구는 총 817명의 어린이에게 유치원 보육을 제공했으며, 그중 456명의 어린이(55.8%)가 보조금을 받는 유치원 보육을 받았다. 주의 초등학교 프로그램은 학생들이 4년 동안 출석해야 한다. 시립 초등학교 프로그램에는 1,056명의 학생이 있었다. 의무 중학교 과정은 6년 동안 지속되며 해당 학교의 학생은 931명이었다. 홈스쿨링을 하거나 다른 학교에 다니는 학생도 119명이었다.
2000년 기준으로, 몽트뢰에는 다른 지자체에서 온 490명의 학생이 있었고 790명의 거주자는 지자체 외부의 학교에 다녔다.

### 공공 도서관
몽트뢰에는 몽트뢰와 베이토 타운 도서관(Bibliothèque municipale de Montreux et Veytaux)이 있다. 도서관은 (2008년 현재) 48,948권의 책 또는 기타 매체를 보유하고 있으며, 같은 해에 99,490권을 대출했다. 그 해에는 주당 평균 28시간씩 총 274일을 열었다.

### 사립 학교
국제학교인 리비에라 학교 또는 에콜 리비에라는 몽트뢰에 있다.
다른 지역 학교로는 Surval 몽트뢰(국제 여자 기숙학교)와 스위스의 세인트 조지 학교(클라랑의 영국 국제학교)이 있다.
국제 남녀 공학 기숙학교인 몬테로사 학교가 테리테에 있다. 스위스 몽트뢰 경영대학원이 지역의 사립 환대 학교에는 스위스 호텔 경영 학교(Caux), 몽트뢰 호텔 학교 및 글리옹 고등 교육 학교가 있다.

## 국가중요문화재
오디오라마, 스위스 국립 시청각 박물관, 크레트성, 샤텔라르성, 기차역, 호텔 몽트뢰 궁전, 코 팰리스 호텔, Ile and Villa Salagnon, 마르쉐 쿠베르, 팰리스 호텔, 이전에 테리테 그랑-호텔/호텔 데 알프는 딥 퍼플의 레코드인 머쉰 헤드(Machine Head)의 녹음 스튜디오로 사용되었으며, 빌라 카르마(Villa Karma)는 국가적으로 중요한 스위스 문화유산으로 등재되어 있다. 테리테 / 베이토의 전체 도시 마을과 코(Caux), 몽트뢰 및 빌라 뒤보셰(Villas Dubochet) 지역은 모두 스위스 유산 목록의 일부이다.

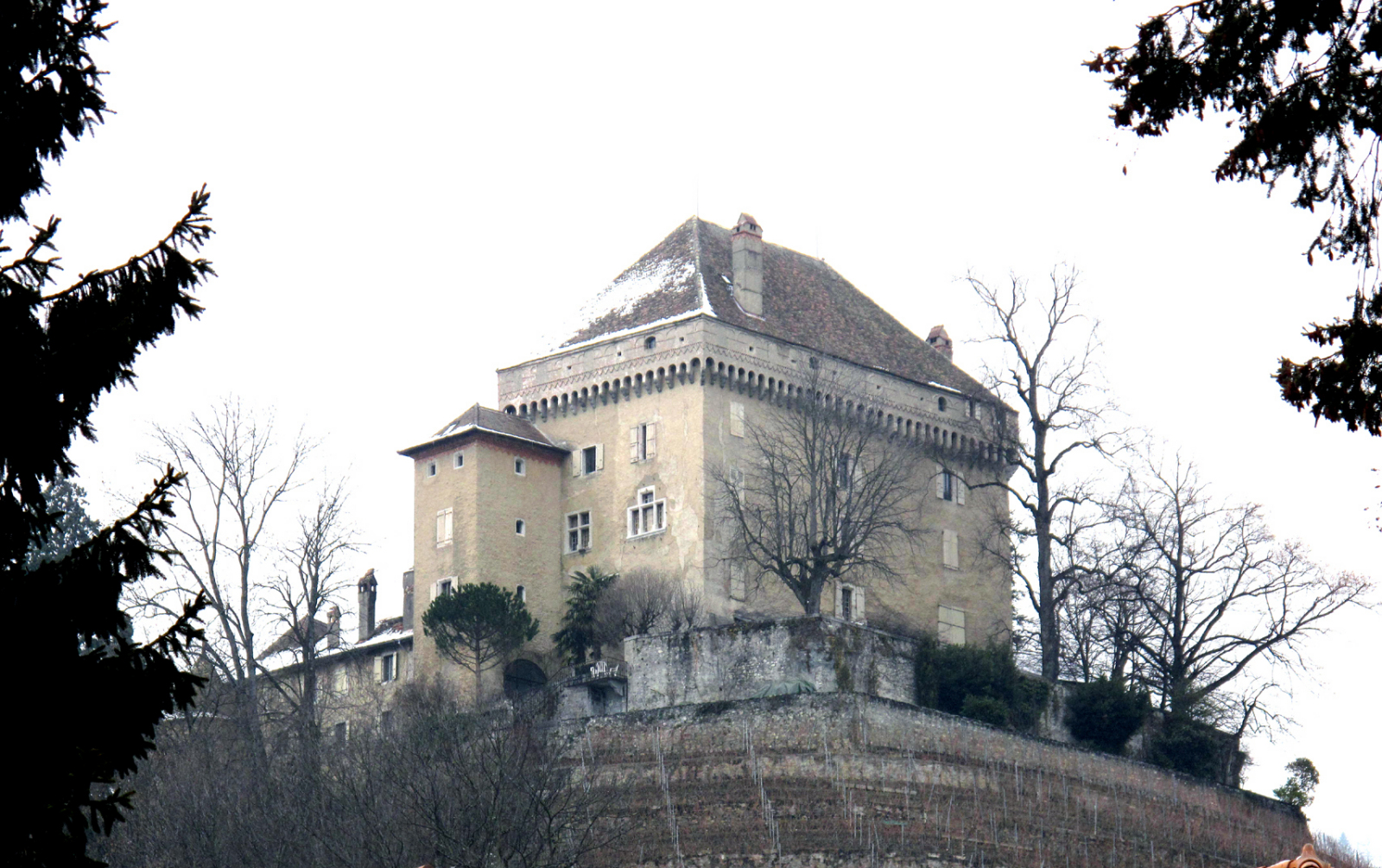
샤텔라르성
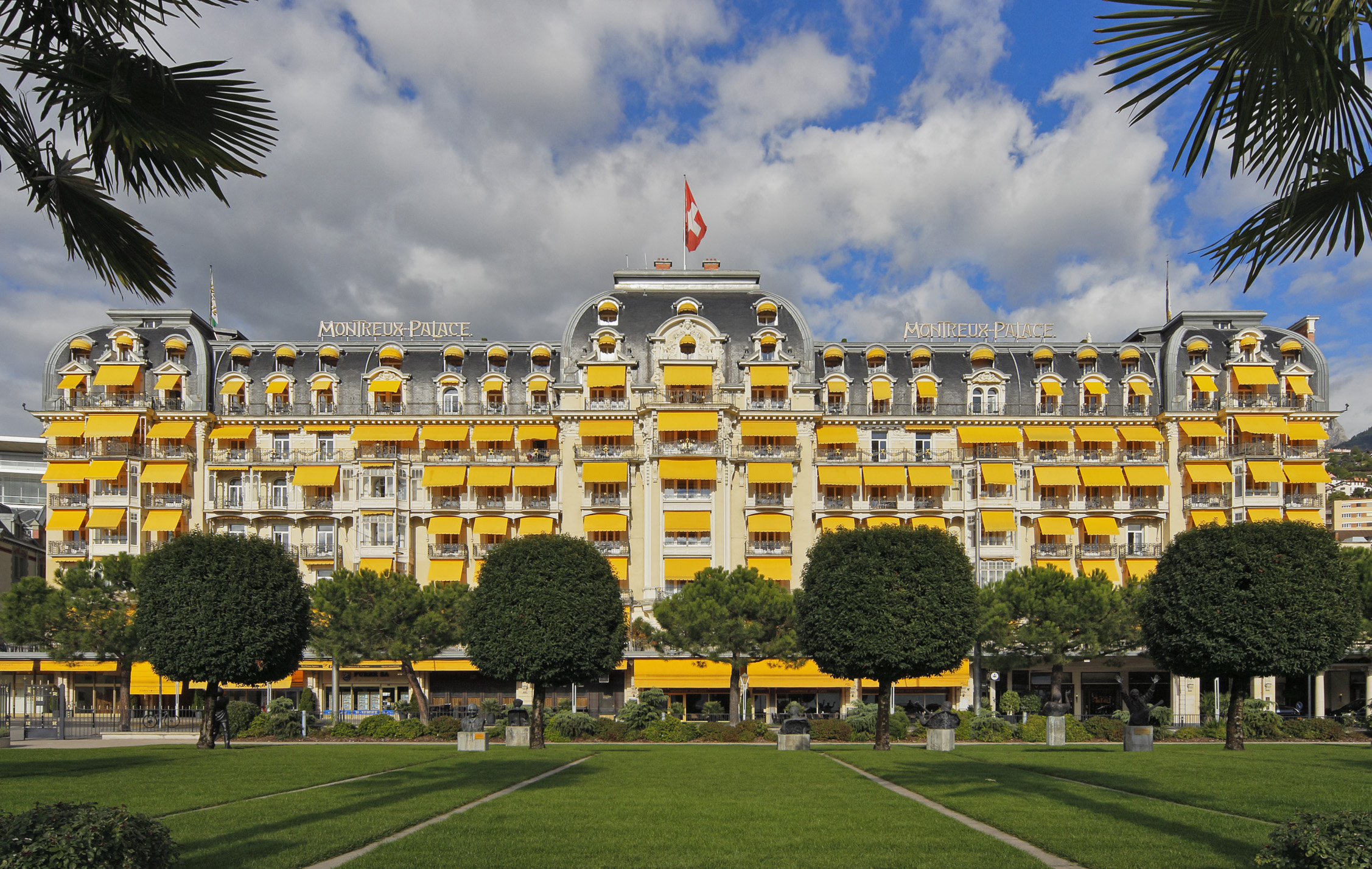
몽트뢰 팰리스 호텔
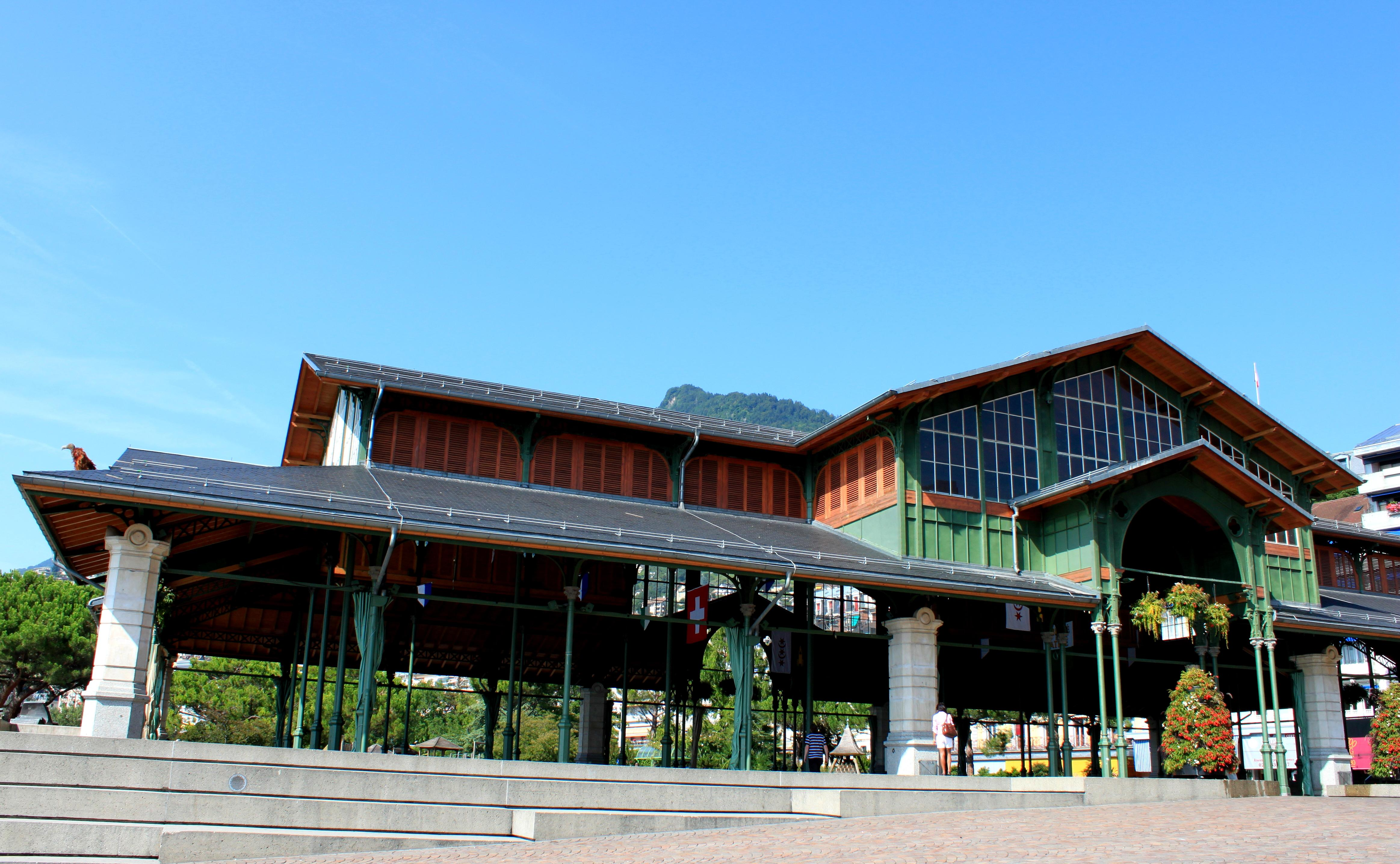
마르쉐 쿠베
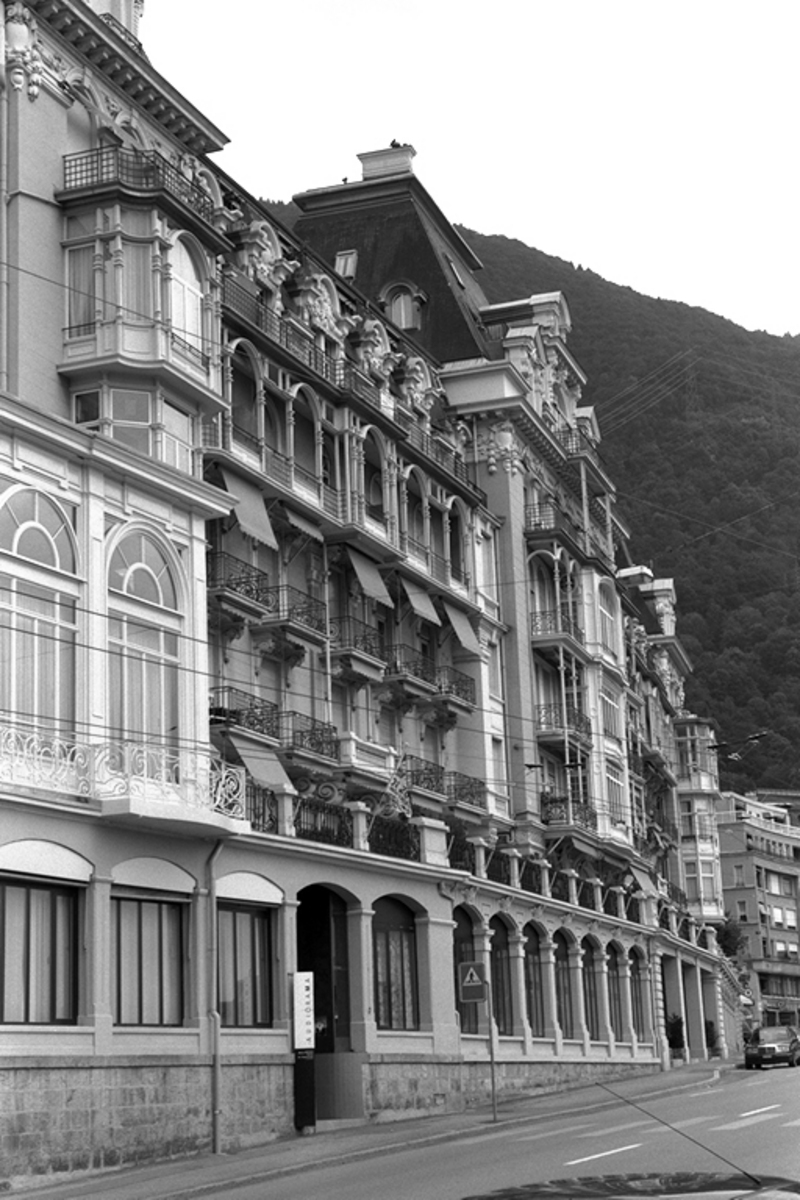
테리테, 이전 그랑 호텔 / 호텔 데 알프

## 문화
몽트뢰는 어니스트 헤밍웨이의 고전 소설 〈무기여 잘 있거라〉에서 캐서린 바클리와 프레드릭 헨리 중위의 안식처였다.
몽트뢰는 여러 축제를 개최한다.

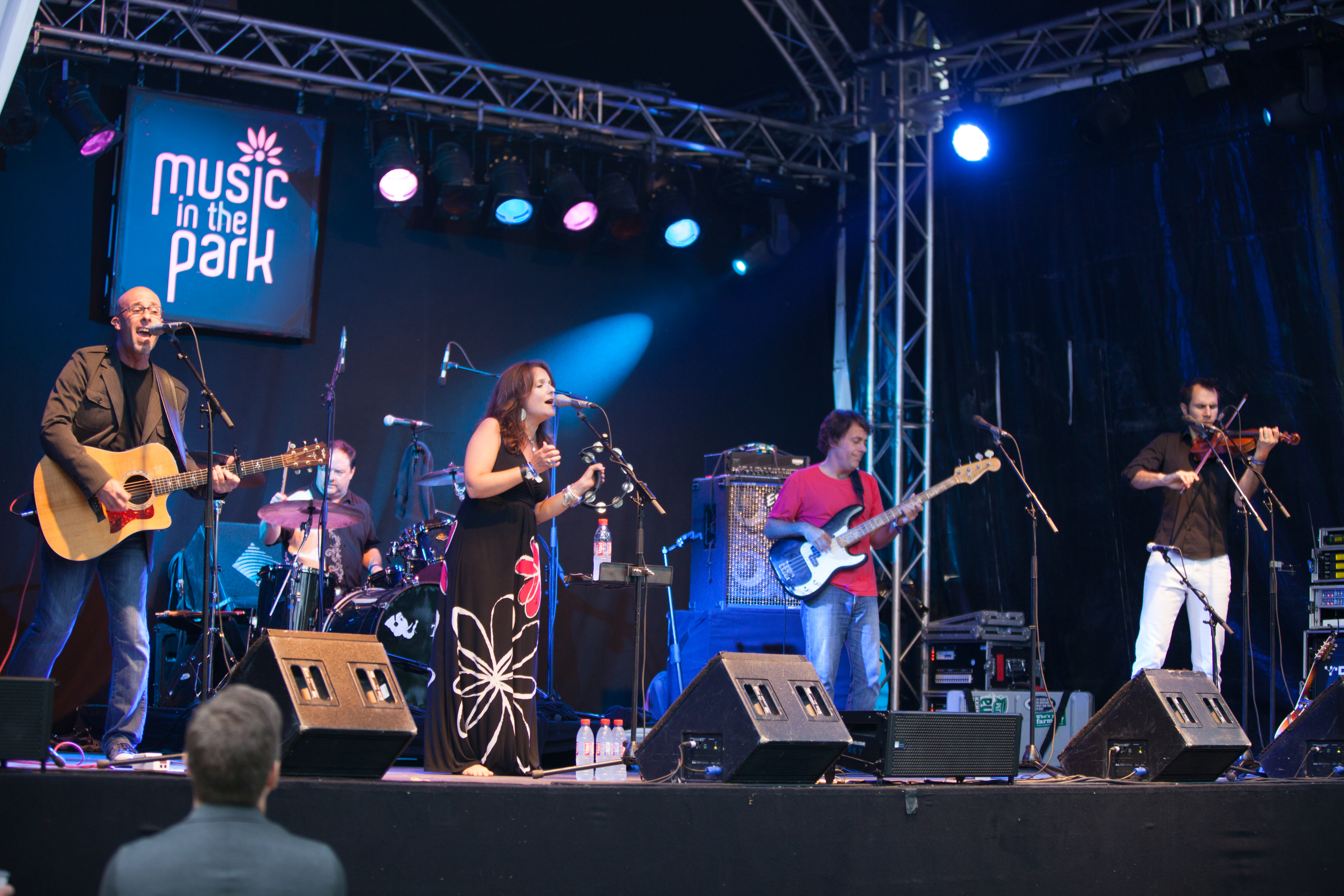
몽트뢰 재즈 페스티벌 2012년

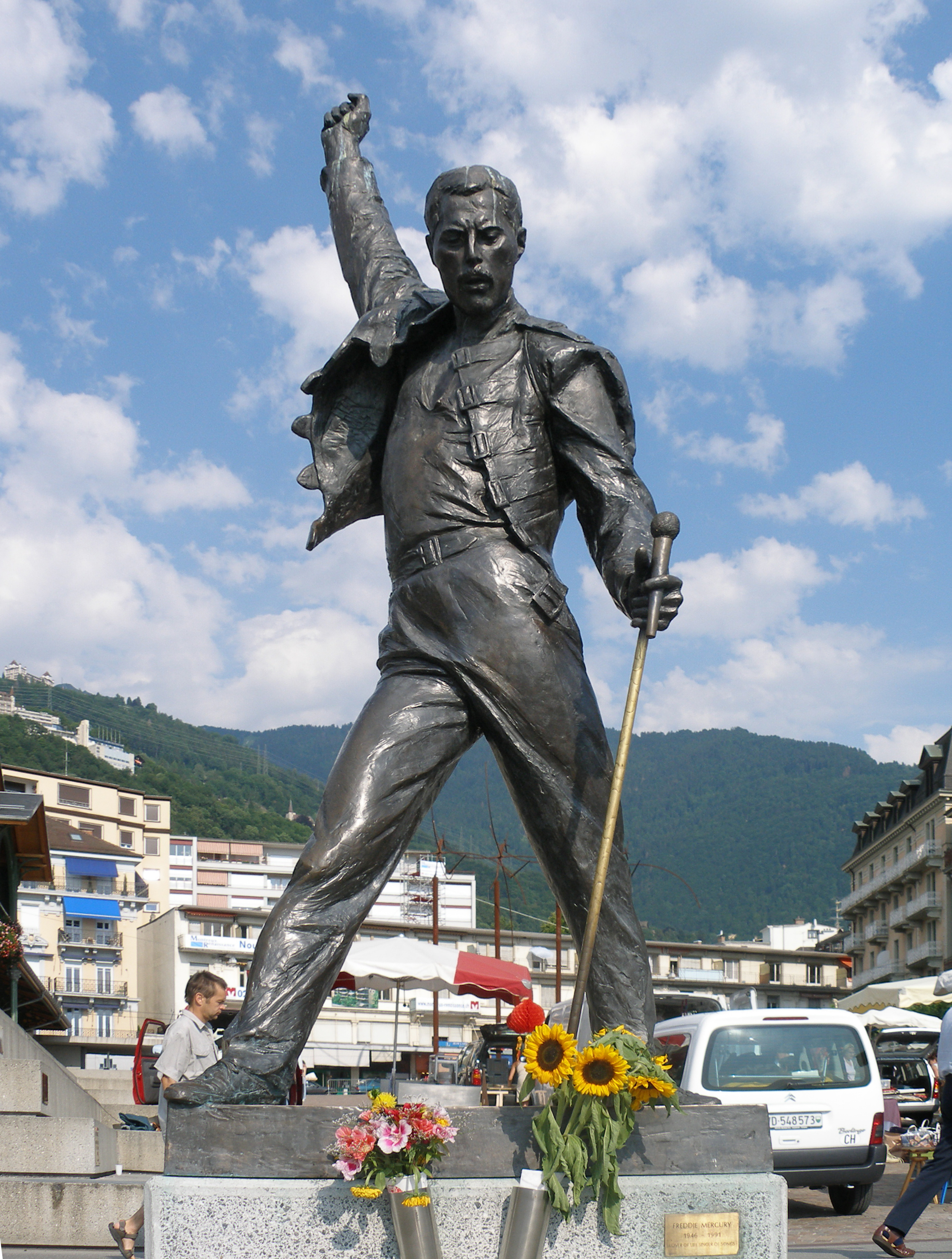
프레디 머큐리의 동상

- 9월 뮤지컬 드 몽트뢰는 1946년에 설립되어 그 이후 매년 개최된다.
- 프레디 셀러브레이션 데이 - 몽트뢰 셀러브레이션은 밴드 퀸의 프레디 머큐리의 생일인 9월 5일경에 몽트뢰에서 이 주요 무료 행사를 조직한다.
- 몽트뢰 재즈 페스티벌, 1967년부터 매년 7월에 열린다. 1973년에 지어진 몽트뢰 컨벤션 센터에서 개최되어 세계적인 현상이 되었다.
- 황금 장미 페스티벌(Golden Rose Festival)은 매년 봄(1961~2003년)에 열리며 텔레비전에 대한 국제상인 몽트뢰의 황금장미(Golden Rose)를 수여했다.
- 몽트뢰 골든 어워드는 매년 4월에 열리며 전통적으로 1989년 이래로 유럽 최초의 국제 광고 및 멀티미디어 대회로, 창의적 우수성을 수여하는 글로벌 시즌을 시작했다.

몽트뢰에는 빌뇌브에서 브베까지 이어지는 호수를 따라 산책로가 있다. 도시의 주요 광장인 마르쉐 광장(Place du Marché)에는 제네바 호수를 마주보고 있는 프레디 머큐리 동상이 있다. 몽트뢰 주변의 소도시로는 라 투르 드 펠츠(La Tour-de-Peilz)와 빌뇌브가 있다. 시옹성은 제네바 호수의 전망을 제공하며 버스, 기차, 도보 또는 보트를 통해 접근할 수 있다.
딥 퍼플은 머쉰 헤드를 녹음하기 위해 1971년 12월 몽트뢰로 여행했다. 밴드의 노래 “Smoke on the Water”는 1971년 12월 플레어 총을 든 프랭크 자파 팬이 몽트뢰 카지노에 불을 질러 원래 앨범을 녹음할 계획이었던 카지노를 파괴한 사건에 대해 알려준다. 결국 다른 장소를 마련한 클라우드 놉스 덕분에 그랜드 호텔은 앨범이 만들어지고 녹음된 곳이었다. 단, Rue du Lac의 라 쁘띠 팔레에서 녹음된 Smoke on the Water는 예외이다. 딥 퍼플은 Burn을 녹음하기 위해 1973년에 다시 돌아왔다. 몽트뢰 카지노는 1975년에 다시 문을 열었고 나중에 딥 퍼플과 그들의 노래를 기념하는 기념물이 문을 열었다. 스모크 온 더 워터는 카지노 옆에 있다.
더 더블리너스의 몽트뢰 라이브 앨범에 수록된 "몽트뢰 몬토"는 1976년 몽트뢰 재즈 페스티벌에서 라이브로 녹음되었다.
몽트뢰는 여러 아티스트가 사용하는 녹음 스튜디오인 마운틴 스튜디오(Mountain Studios)의 고향이다. 레드 제플린의 "Bonzo's 몽트뢰"는 1976년 존 보냄의 드럼 세션이 녹음된 도시의 이름을 따서 명명되었다. 1978년 밴드 퀸이 스튜디오를 구입했다. 그런 다음 퀸의 프로듀서 데이비드 리처드에게 판매되었다. 2002년에 마운틴 스튜디오는 스튜디오의 완전한 리노베이션의 일환으로 바로 개조되었다. 데이비드 리처드는 몽트뢰를 떠나 다른 곳에 정착했다. 퀸은 1984년과 1986년 황금 장미 축제에 출연했으며, 퀸의 기타리스트 브라이언 메이는 2001년 재즈 페스티벌에 출연했다. 몽트뢰는 1995년 퀸의 싱글 〈A Winter's Tale〉의 주제이기도 하다. 앨범 〈Made in Heaven〉, 1991년 11월 24일 프레디가 사망하기 전의 마지막 노래 중 하나이다. 앨범 표지에는 호수 옆에 있는 수성의 동상이 있다.
1990년에 몽트뢰는 건축 유산의 개발 및 보존에 대한 바커상을 수상했다.
국제 롤러 스포츠 연맹 (Fédération Internationale de Roller Sports)은 1924년 몽트뢰에서 설립되었다. 스위스에서 가장 오래된 롤러 하키 클럽인 몽트뢰 HC(1911년 설립)는 몽트뢰에 기반을 두고 있다.

## 교통

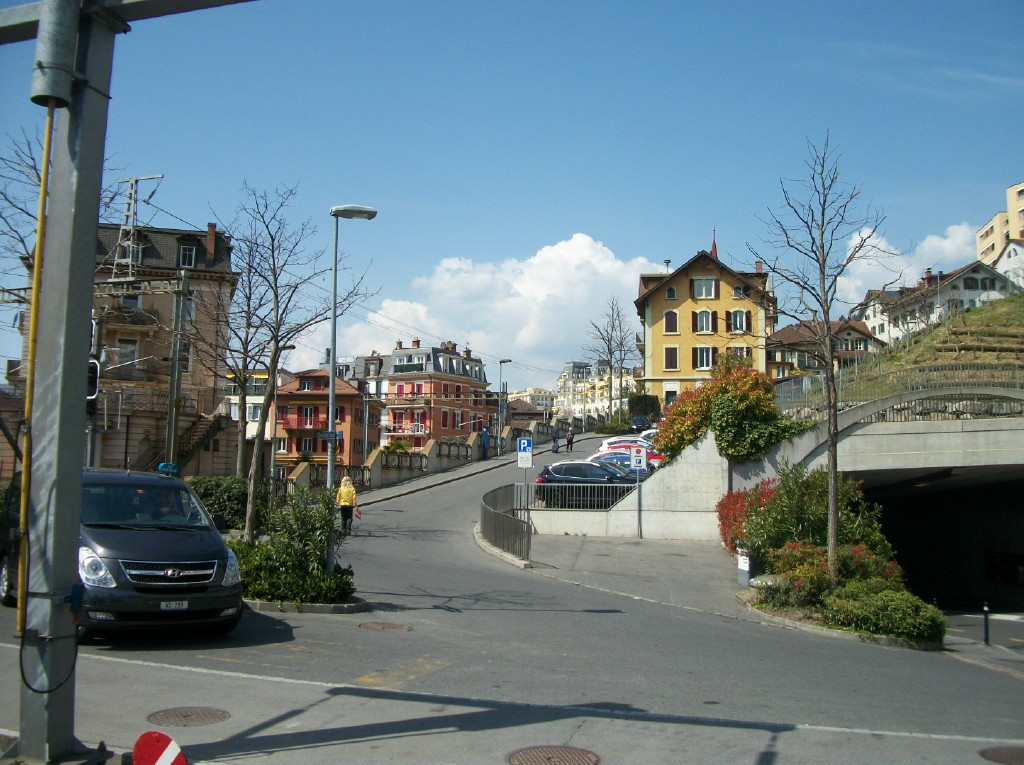
몽트뢰역에서 본 몽트뢰의 풍경

몽트뢰에는 심플론선에 3개의 기차역이 있다.
- 클라랑역
- 테리테역
- 몽트뢰역

몽트뢰역은 몽트뢰-글리옹-로쉐드네 및 몽트뢰-렝크 임 지멘탈 노선의 서쪽 종점이기도 하다. 둘 다 제네바 호수에서 떨어진 언덕으로 올라가고, 몽트뢰 내에 수십 개의 역이 있다.

## 자매 도시
- 일본 지바시
- 독일 비스바덴

## 갤러리

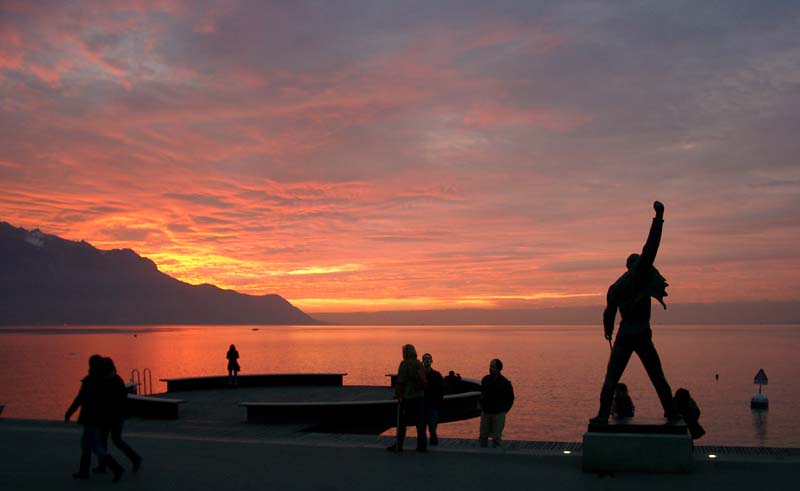
석양의 제네바호와 프레디 머큐리의 동상
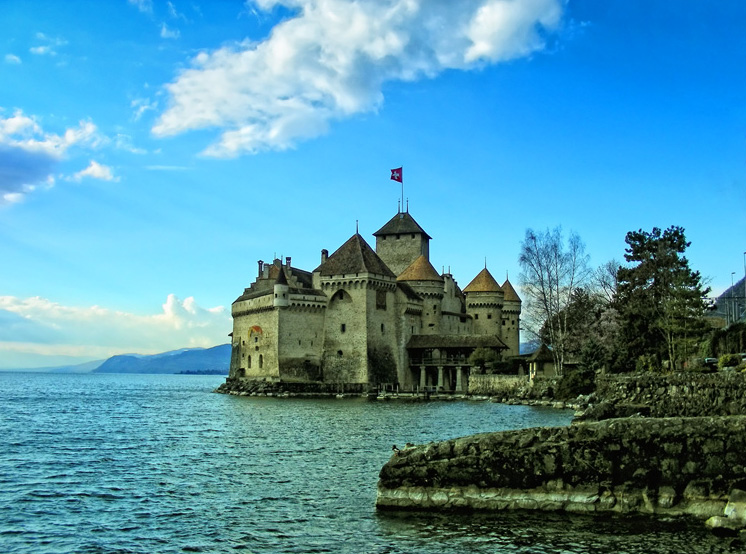
몽트뢰 근처의 시옹성
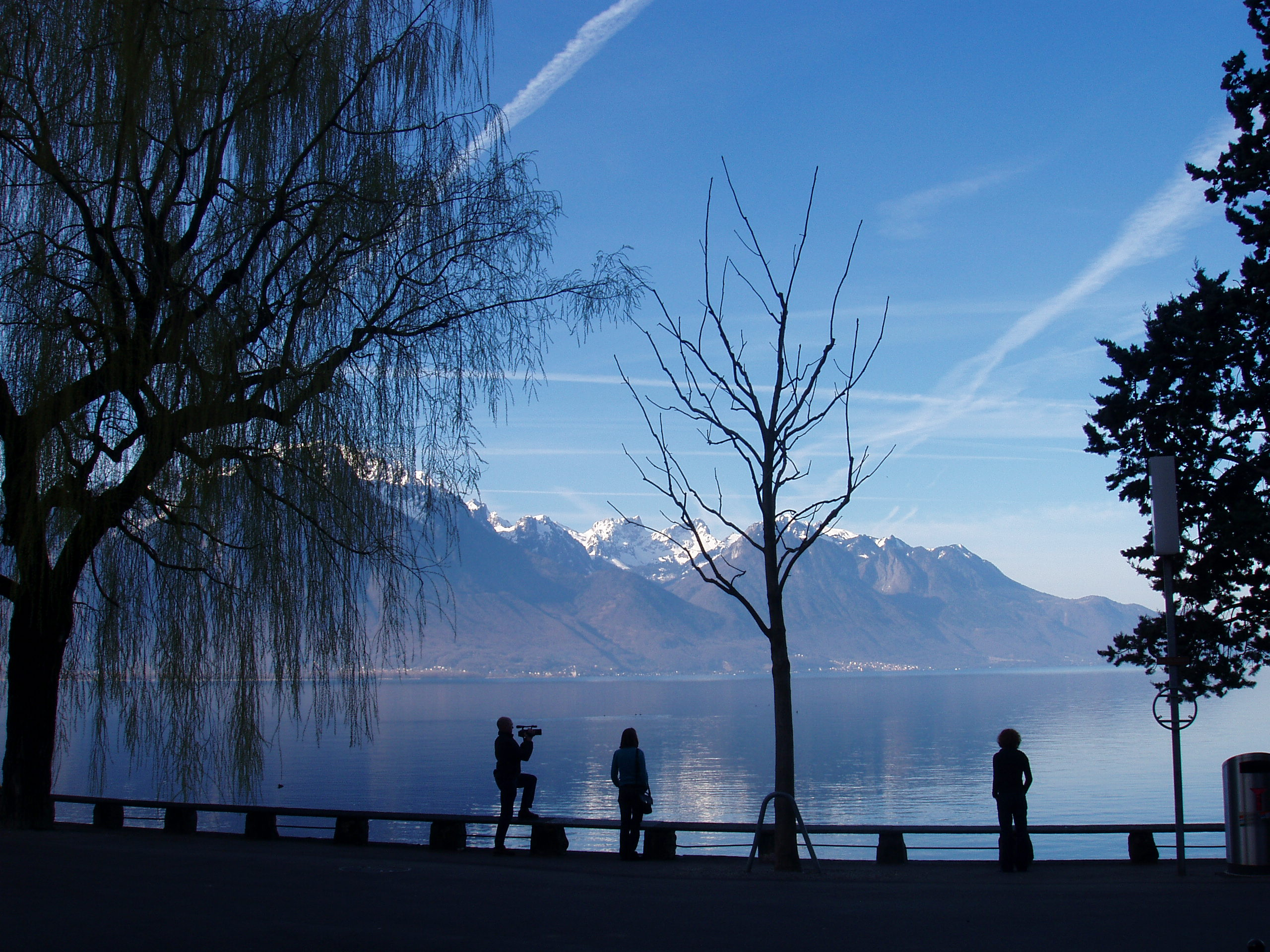
몽트뢰에서 본 제네바호 남서쪽 풍경
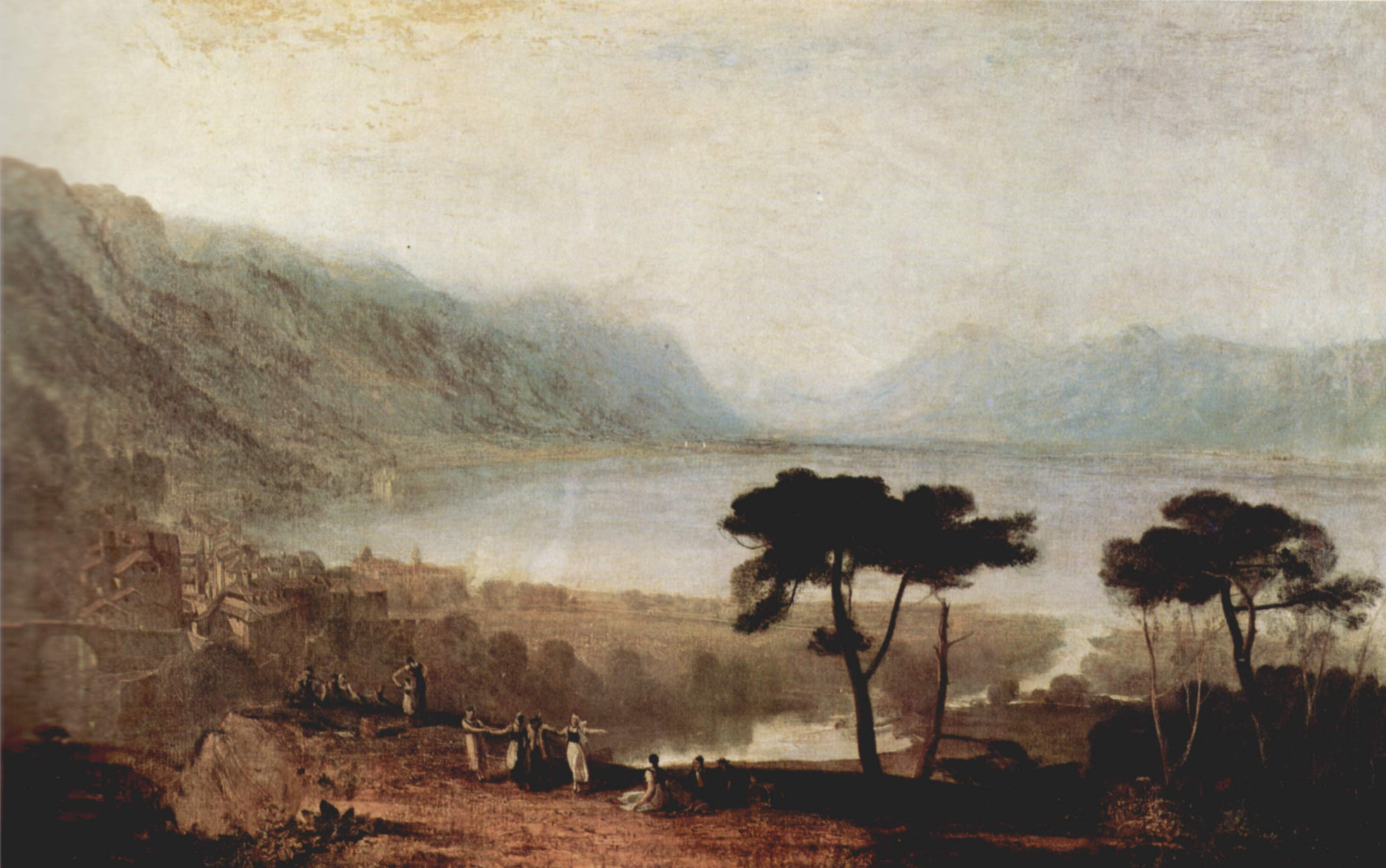
몽트뢰에서 본 제네바호, 조지프 말로드 윌리엄 터너, 1810
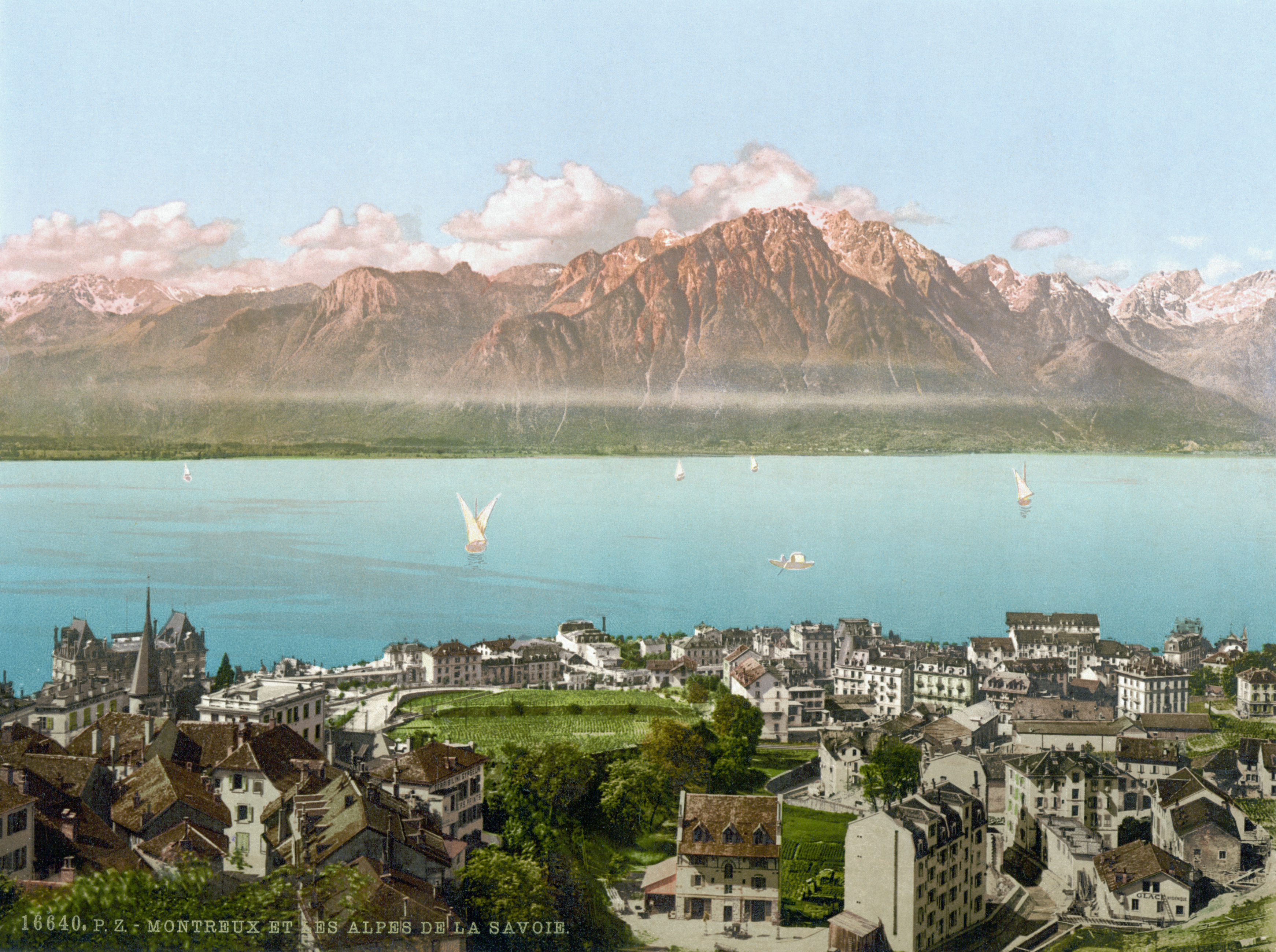
1900년의 몽트뢰
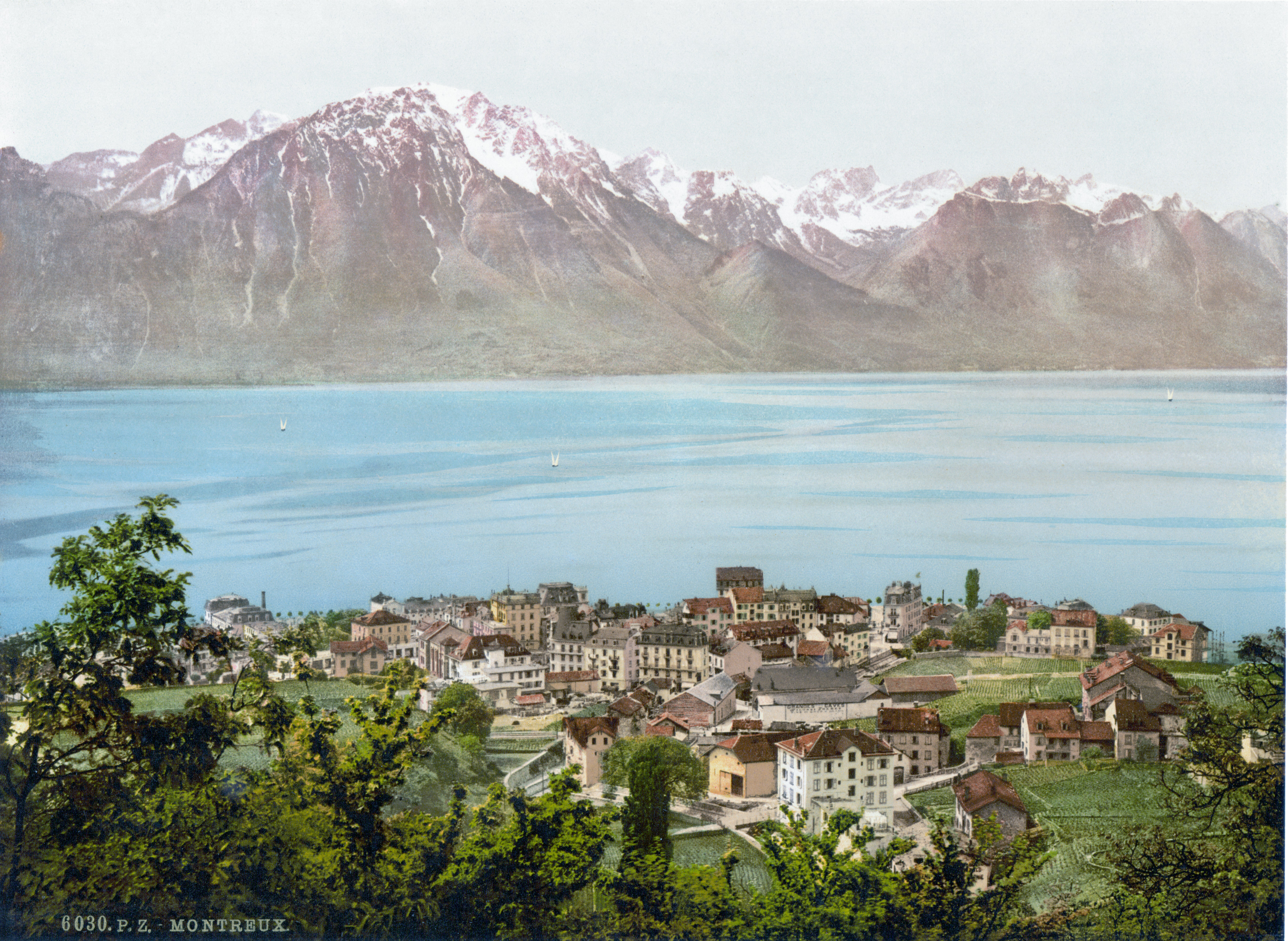
1900년의 몽트뢰2

## 같이 보기
- 해협의 체제에 관한 몽트뢰 협약